# Nick Kosir
Nick Kosir es un meteorólogo de televisión estadounidense. Trabajó para una cadena de televisión afiliada a la Fox Broadcasting Company en Charlotte, Carolina del Norte, Estados Unidos. Es conocido por sus bailes y videos en línea, llegando a haber alcanzado los 5 millones de seguidores en TikTok en septiempre de 2022. El 25 de octubre de 2021, se unió a la plantilla del canal Fox Weather.

## Educación
Kosir obtuvo una licenciatura en comunicación organizacional de la Universidad de Akron. Además, también posee un certificado en meteorología de la Universidad Estatal de Misisipi.

## Carrera
Kosir empezó su carrera como meteorólogo de televisión a tiempo parcial en WMFD-TV, cadena local de Mansfield, Ohio. Más tarde, llegaría a convertirse en director del departamento de meteorología del mismo canal. En octubre de 2008, comenzó a trabajar para KBTV-TV, cadena local de Beaumont, Texas. Durante su etapa allí, Kosir era conocido como "el hombre del tiempo rapero". Posteriormente, trabajó por tres años en KMTV, cadena de Twin Falls, Idaho. Tiempo después, firmó por WJZY Fox 46 como meteorólogo, donde estuvo trabajando siete años. En dicha cadena, los empleados son motivados a colgar contenido diario en las redes sociales. A partir de ello, Kosir comenzó a publicar pequeños sketches junto a su mejor amigo Hans, inspirándose en Cam Newton.

## Vida personal
Kosir reside junto a su mujer e hijo en la ciudad estadounidense de Nueva York.